# Carl Friedrich Cramer
Pour les articles homonymes, voir Cramer.
Carl Friedrich Cramer, né à Quedlinburg en Saint-Empire le 7 mars 1752 et mort à Paris le 8 décembre 1807, est un imprimeur-libraire et philologue allemand, fils de Johann Andreas Cramer.
D'abord professeur de grec et de langues orientales à l'université de Kiel, il s'établit d'imprimeur-libraire à Paris en 1795, puis publia des éditions critiques en français ainsi qu'un dictionnaire allemand-français. Il a traduit en français plusieurs ouvrages de Friedrich Gottlieb Klopstock et de Friedrich Schiller.

## Source
Cet article comprend des extraits du Dictionnaire Bouillet. Il est possible de supprimer cette indication, si le texte reflète le savoir actuel sur ce thème, si les sources sont citées, s'il satisfait aux exigences linguistiques actuelles et s'il ne contient pas de propos qui vont à l'encontre des règles de neutralité de Wikipédia.